# Dede Oetomo
Dede Oetomo (ur. 6 grudnia 1953 w Pasuruan) – indonezyjski językoznawca, nauczyciel akademicki i działacz na rzecz LGBT; założyciel Gaya Nusantara.

## Życiorys
Kształcił się na uczelni Institut Keguruan dan Ilmu Pendidikan Surabaya, gdzie studiował dydaktykę języka angielskiego. Edukację kontynuował na Uniwersytecie Cornella, gdzie w 1982 r. uzyskał magisterium z językoznawstwa. Doktoryzował się w 1984 r. na podstawie rozprawy pt. The Chinese of Pasuruan: A Study of Language and Identity in a Minority Community in Transition. Jego dorobek obejmuje także szereg artykułów poświęconych ludności pochodzenia chińskiego w Indonezji.
W 1987 r. założył grupę Gaya Nusantara, która działa na rzecz praw osób LGBT w Indonezji.